# Conisania albina
Conisania albina är en fjärilsart som beskrevs av Otto Staudinger 1896. Conisania albina ingår i släktet Conisania och familjen nattflyn. Inga underarter finns listade i Catalogue of Life.